# Doraemon: Nobita và truyền thuyết vua Mặt Trời
Doraemon: Nobita và truyền thuyết vua Mặt Trời (ドラえもん のび太の太陽王伝説 Doraemon Nobita no Taiyōō Densetsu, n.đ. Doraemon: Truyền thuyết vua Mặt Trời của Nobita) còn được biết đến với tên Truyền thuyết về vua Mặt Trời Nôbita là bộ phim hoạt hình Doraemon thứ 21 được ra mắt tại Nhật Bản và được chuyển thể thành truyện tranh. Ngoài ra, bộ phim còn có một số tên gọi không chính thức như Doraemon và câu chuyện vua Mặt Trời Mayana. Thể loại: hành động, phiêu lưu, hài hước, tưởng tượng, siêu nhiên. Là phim khoa học viễn tưởng của đạo diễn Shibayama Tsutomu kể về chuyến phiêu lưu đến Vương quốc Mặt Trời Mayana. Phim được công chiếu ở Nhật vào ngày 04 tháng 3 năm 2000. Sau Nhật Bản, phim được phát hành tại một số quốc gia trên thế giới: tại Hồng Kông được công chiếu vào ngày 9 tháng 8 năm 2001, tại Đài Loan được công chiếu vào ngày 3 tháng 8 năm 2002, tại Thái Lan được công chiếu vào ngày 11 tháng 10 năm 2002, tại Tây Ban Nha được công chiếu vào ngày 29 tháng 8 năm 2003, tại Hàn Quốc được phát sóng trên truyền hình vào ngày 5 tháng 5 năm 2010 và tại Ấn Độ được phát sóng truyền hình vào ngày 28 tháng 6 năm 2014. Tại Việt Nam, phim từng được Công ty Cổ phần Truyền thông Trí Việt mua bản quyền và phát sóng trên kênh HTV3 lần đầu vào ngày 1 tháng 3 năm 2013. Tại Nhật Bản phim được phát hành dưới dạng băng VHS và DVD bởi Toho còn tại Việt Nam phim được Công ty điện ảnh Thành phố Hồ Chí Minh phát hành trong định dạng VCD và thuyết minh tiếng Việt.
Ca khúc mở đầu phim là "Doraemon no Uta" (ドラえもんのうた, dịch nghĩa Bài hát về Doraemon) do Vienna Boys' Choir trình bày và ca khúc kết thúc là "Kono Hoshi no Dokoka De" (この星のどこかで, dịch nghĩa Đâu đó trên hành tinh này) do Yuki Saori và Yasuda Sachiko trình bày. Ca khúc tiếng Việt mở đầu là "Doraemon" do Huyền Chi trình và kết thúc là "Vương quốc Mặt Trời" do Ái Phương trình bày.

## Nội dung

Bìa truyện Nobita và truyền thuyết vua Mặt Trời phát hành tại Nhật

Nobita tình cơ rơi vào Vương quốc Mặt Trời Mayana. Ở đó cậu gặp Tio - hoàng tử của vương quốc - có nét mặt giống y chang cậu. Tio và Nobita đã gây rối loạn khi họ thay đổi vị trí cho nhau. Nobita còn làm quen với Kuku, con gái của một vị võ sư vốn có cảm tình với Teio. Dĩ nhiên Kuku đã lầm Nobita với Teio vì diện mạo của hai đứa. Doraemon và Nobita biết được nơi này đang bị mụ phù thủy Redina phù phép, khiến cho mẹ của Tio ngủ suốt một thời gian dài, hạn hán mất mùa diễn ra. Cuối cùng kế hoạch đổi vị trí bị bại lộ, Jaian, Suneo và Shizuka cùng đến Vương quốc Mặt Trời để du lịch, tình bạn giữa Nobita và Tio ngày càng lớn mạnh hơn.
Đột nhiên Kuku bị mụ Redina bắt cóc để làm vật tế thần, Tio và nhóm bạn đuổi theo. Trải qua nhiều khó khăn, gian khổ, cuối cùng họ cũng đến được toà tháp bóng đêm - sào huyệt của mụ Redina. Không may Teio bị lũ kền kền bắt đi và rơi xuống một cánh rừng. Nhóm bạn chiến đấu với các tay sai của mụ Redina. Đang lúc nguy cấp khi Nobita (vốn bị mụ Redina tưởng nhầm là Tio) chuẩn bị làm vật tế thần thì Tio và toàn thể cư dân vương quốc Mayana xuất hiện giải thoát cho cậu và Kuku. Toà tháp bóng đêm sụp đổ, yên bình lại đến với Vương quốc Mặt Trời xinh đẹp. Nobita và các bạn phải chia tay với Tio vì lối đi giữa hai xứ sở bị ngắt.

## Các nhân vật

### Vương quốc Mayana
- Tio, hoàng tử của vương quốc Mayana, có tính tình nghiêm khắc, hay giận dữ, huênh hoang, và đặc biệt là không thích nói nhiều. Chỉ cần một người nào đó làm sai viêc nhỏ nhỏ là cậu hét quáng lên, hoặc mắng mỏ. Nhưng sau khi làm bạn với nhóm Doraemon, cậu mới hiểu ra rằng, từ tốn, bình tĩnh và hòa nhã mới được người dân của Vương quốc Mayana coi trọng.Và bây giờ Tio mới hiểu được tình bạn quý giá đến nhường nào.
- Kuku, con gái của võ sư Ishumaru.
- Redina:Từng là nữ tư tế của vương quốc, do sử dụng tà thuật mê hoặc dân chúng nên bị nữ vương trục xuất. Mụ ta thù nữ vương, đã gieo lời nguyền của mình vào vương quốc, bắt cóc Kuku để Tio đến làm vật tế. Về sau, mụ ta bị quả báo.
- Nữ vương, người trị vì vương quốc Mayana khi chồng bà mất, về sau trao lại ngôi vị vua mặt trời cho Tio.

### Nhật Bản
- Các nhân vật quen thuộc như Nobita, Shizuka, Jaian, Suneo, Doraemon...

## Sản xuất

### Nhà sản xuất
Bộ phim là sản phẩm của:
- Hãng hoạt hình Shinei (Shinei Animation).
- Nhà xuất bản Shogakukan.
- Hãng truyền hình Asahi.

### Lồng tiếng
| Nhân vật       | Diễn viên lồng tiếng | Diễn viên lồng tiếng  |
| Nhân vật       | Nhật Bản             | Việt Nam              |
| -------------- | -------------------- | --------------------- |
| Doraemon       | Ōyama Nobuyo         | Nguyễn Thụy Thùy Tiên |
| Nobita         | Ohara Noriko         | Nguyễn Anh Tuấn       |
| Shizuka        | Nomura Michiko       | Trương Ngọc Châu      |
| Jaian          | Tatekabe Kazuya      | Lâm Quốc Tín          |
| Suneo          | Kimotsuki Kaneta     | Thái Văn Minh Vũ      |
| Teio           | Ogata Megumi         | Lê Trường Tân         |
| Poporu         | Shibukawa Kazuko     | Lưu Ái Phương         |
| Kuku           | Izuka Mayumi         | Phạm Thúy Hằng        |
| Redina         | Karasawa Jun         | Phan Thị Kim Phước    |
| Ishumaru       | Nakata Koji          | Trần Vũ               |
| Nữ vương       | Suzuki Hiroko        | Lê Thị Thu Hà         |
| Kakao          | Hoshi Soichiro       | Hồ Tiến Đạt           |
| Moka           | Egawa Hisao          | Ngô Minh Triết        |
| Thầy giáo      | Tanaka Ryouichi      | Hồ Chơn Nhơn          |
| Mẹ Nobita      | Chijimatsu Sachiko   | Nguyễn Vũ Minh Chuyên |
| cô gái         | Horie Yui            | Phan Hoài Thương      |
| Cô gái         | Minami Omi           | Huỳnh Thị Thu Hiền    |
| Ngự y (bác sĩ) | Inaba Minoru         | Nguyễn Huỳnh An       |
| Yafoo          | Keisuke              | Lê Huy An             |
| Pháp sư        | Chiba Isshin         | Đặng Hạnh Phúc        |